# Pseudoschrankia
Pseudoschrankia är ett släkte av fjärilar. Pseudoschrankia ingår i familjen nattflyn.
Kladogram enligt Catalogue of Life:
| Pseudoschrankia | \| \| Pseudoschrankia cyanias \| \| \| \| \| \| Pseudoschrankia epichalca \| \| \| \| \| \| Pseudoschrankia leptoxantha \| \| \| \| |
|                 | \| \| Pseudoschrankia cyanias \| \| \| \| \| \| Pseudoschrankia epichalca \| \| \| \| \| \| Pseudoschrankia leptoxantha \| \| \| \| |
|                 | Pseudoschrankia cyanias |
|                 | |
|                 | Pseudoschrankia epichalca |
|                 | |
|                 | Pseudoschrankia leptoxantha |
|                 | |